# علاء فرغلي
علاء فرغلي كاتب وروائي وصحفي مصري

## حياته
ولد بمحافظة المنيا، ودرس اللغة ، درس اللغة العبرية في كلية الآداب بجامعة القاهرة، والتشيكية في كلية الألسن بجامعة عين شمس وتخرج منها عام 2000، وعمل صحفيًا بعدد من الصحف والمجلات المصرية والعربية ما بين عامي 2000 و2007، من بينها المصري اليوم والقاهرة والتجمع والشرق الأوسط، وكان له عدة مساهمات نقدية في عدد من الصحف المصرية والعربية، ثم عمل كمحرر صحفي في جريدة الإمارات اليوم بأبي ظبي منذ عام 2007 وحتى عام 2014. كتب روايته الأولى عام 2016، والتي حملت عنوان «»، وفازت بجائزة ساويرس للثقافة في فرع شباب الكتاب عام 2017، كما فازت روايته )وادي الدوم( بجائزة نجيب محفوظ عن المجلس الأعلى للثقافة ٢٠٢١
 وصدرت روايته الثالثة (ممر بهلر) في يناير 2022 وسرعان ما منعتها السلطات من التداول.

## مؤلفاته
ألف علاء فرغلي العديد من المؤلفات التي تنوعت ما بين الروايات، والمقالات الساخرة، ومنها:
- خير الله الجبل (رواية): صدرت عام 2016 عن دار العين للنشر والتوزيع بالقاهرة.[3][4]
- وادي الدوم (رواية): صدرت عام 2019 عن دار العين للنشر والتوزيع بالقاهرة.[5][6][7]
- ممر بهلر (رواية): صدرت عام 2022 عن دار ديوان للنشر بالقاهرة. ممنوعة من التداول

## الجوائز
حظي علاء فرغلي بتكريم العديد من الجهات، وحصل على عدد من الجوائز الأدبيّة المحليّة، ومن أهمها:
- جائزة ساويرس للثقافة عام 2017 لأفضل رواية لفئة شباب الكتاب عن روايته «خير الله الجبل».[8]
- جائزة نجيب محفوظ للرواية في دورتها الثالثة عام 2021 لأفضل رواية مصرية، والمقدمة من المجلس الأعلى للثقافة عن روايته «وادي الدوم».[9][10]
- القائمة الطويلة لجائزة كتارا للرواية العربية في دورتها التاسعة عام 2023 عن روايته " ممر بهلر